# مستقبل مقترن بالبروتين ج

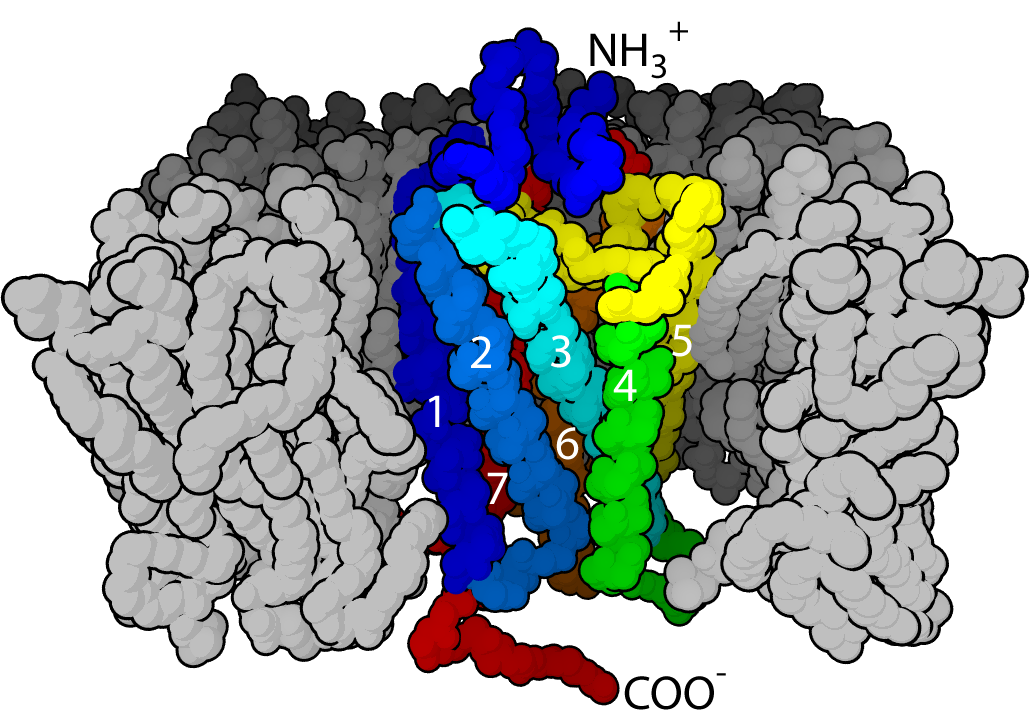
البنية سباعية اللولب-α عبر الغشائي للمستقبل المقترن بالبروتين ج

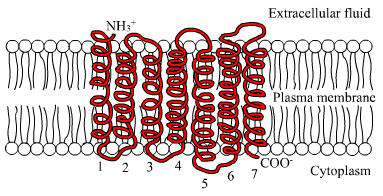

مستقبل مقترن بالبروتين ج والمعروف - أيضًا - بالمستقبل السباعي عبر الغشاء، مستقبل هيبتاثيليكال، ومستقبل متصل بالبروتين ج. وهي عائلة من البروتينات عبر الغشائية التي تستقبل الحوافز والإشارات الخارجية وتوصلها إلى داخل الخلية.
عائلة البروتينات «مستقبل مقترن بالبروتين ج» هي أكبر عائلة بروتينات معروفة، أعضاء هذه العائلة يتشاركون في جميع أنواع الطرق للاستجابة للمحفزات، بدءاً من الاتصالات داخل الخلية وانتهاءً بالحواس الفيزيولوجية.
تنوع الوظائف هو بسبب تنوع المحفزات التي تستقبلها هذه المستقبلات من هذه المجموعة (العائلة)، من فوتونات ضوئية (مثل في مستقبلات الرودوبسين في العين) إلى الجزيئات الصغيرة (مثل مستقبلات الهستامين) إلى بروتينات كبيرة (مثل مستقبلي المحرك الكيميائي). وبسبب هذا التنوع والانشغال في العديد من الوظائف الفيزيولوجية والانخراط في عدة من الوظائف المرضية، فإن 40-50% من الأدوية الحديثة تستهدف التأثير على المستقبلات من أعضاء هذه العائلة.
بعد تحليل شامل لما يقارب مئتي تسلسل من مستقبل مقترن بالبروتين ج، أظهرت النتائج أن الطول الإجمالي للمستقبل المقترن بالبروتين ج يتفاوت بين 311 إلى ما يقارب 1490 حمض أميني، وأكبر اختلاف في الطول يوجد في النهايات الأمينية والكربوكسيلية حيث قد يصل طولها إلى 879 و 371 حمض أميني على الترتيب.

## وصلات خارجية
- IUPHAR GPCR قاعدة بيانات
- G Protein-Coupled Receptor قاعدة بيانات (GPCRDB)
- ويكيبيديا:MeSH D12.776#MeSH D12.776.543.750.100 --- receptors.2C g-protein-coupled
- Calculated orientations of GPCRs in membrane